# Любатівщина
Любатівщина (біл. вёска Любатоўшчына) — село в складі Борисовського району Мінської області, Білорусь. Село підпорядковане Пригородницькій сільській раді, розташоване в північно-східній частині області.